# جیک بیوزی
ویلیام جاکوب "جیک" بیوزی (به انگلیسی: William Jacob "Jake" Busey) بازیگر آمریکایی و متولد ۱۵ ژوئن ۱۹۷۱ است.
از فیلم‌های معروف او می‌توان به فیلم سربازان سفینه فضایی، زمان درستکاری، سیب‌زمینی سرخ‌شده خانگی، تامکتس، کریسمس در کنار خانواده کرنک، ترس‌آفرینان، اس.اف.دبلیو، خون شریر، هر کاری خواهم کرد، پسری به نام سیلبوت، شکسته و نازی‌ها در مرکز زمین اشاره کرد.